# Transportista

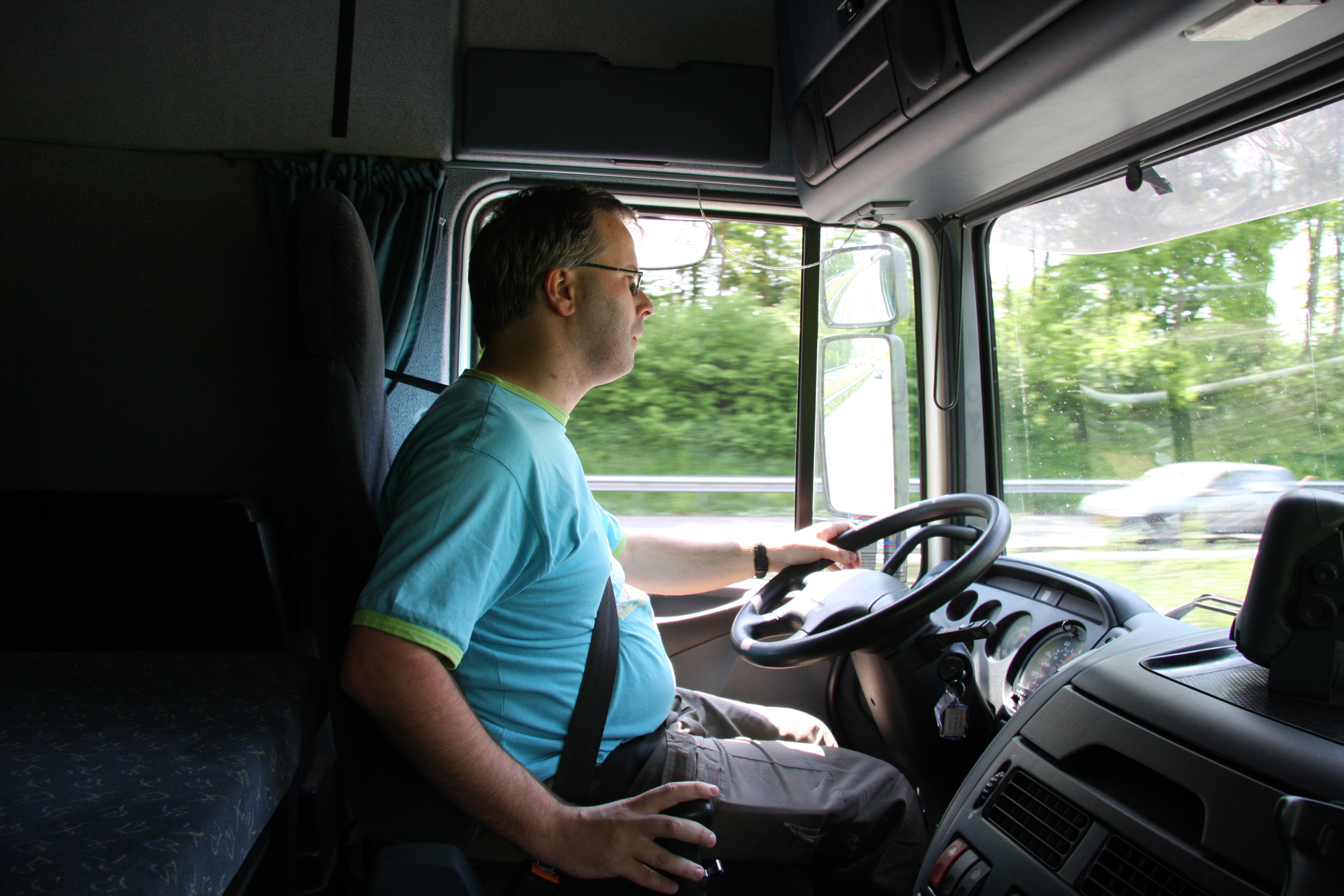
Conductor conduciendo un camión.

Un transportista es una persona que se dedica profesionalmente a transportar mercaderías o encomiendas o materiales de algún tipo. Suele hacerlo con un camión, y en este caso también se le llama camionero. También podría dedicarse al transporte de productos o materias primas de un sector a otro de la propia empresa, o hasta un lugar en el mercado, o eventualmente al domicilio del consumidor o cliente.
Transportista es aquel hombre o mujer capacitado y debidamente preparado por los entes gubernamentales[cita requerida] para manejar un vehículo (sedan o bus) de traslado de personas, el cual te entregaran una licencia de cuarta o quinto grado y podrá movilizar de una manera legal y segura en el vehículo que el posea propio o alquilado.
El término camionero suele reservarse para el conductor de camiones grandes, y en especial los que circulan por rutas o autopistas, mientras que el término transportista también engloba a quienes hacen mudanzas o transportaciones en vehículos más pequeños (camionetas, motos, bicicletas), en cuyo caso también se les llama repartidores; en este último caso, por lo general se trabaja para una única empresa en relación de dependencia, cumpliendo las entregas a diferentes clientes.
El transporte es una actividad muy importante en todas partes, por lo que sus trabajadores suelen estar afiliados a sindicatos o gremios.